# Viroqua (condado de Vernon, Wisconsin)
Viroqua es un pueblo ubicado en el condado de Vernon en el estado estadounidense de Wisconsin. En el Censo de 2010 tenía una población de 1718 habitantes y una densidad poblacional de 13,86 personas por km².

## Geografía
Viroqua se encuentra ubicado en las coordenadas 43°34′15″N 90°49′47″O / 43.57083, -90.82972. Según la Oficina del Censo de los Estados Unidos, Viroqua tiene una superficie total de 123.91 km², de la cual 123.79 km² corresponden a tierra firme y (0.1%) 0.12 km² es agua.

## Demografía
Según el censo de 2010, había 1718 personas residiendo en Viroqua. La densidad de población era de 13,86 hab./km². De los 1718 habitantes, Viroqua estaba compuesto por el 98.02% blancos, el 0.23% eran afroamericanos, el 0.17% eran amerindios, el 0.47% eran asiáticos, el 0.12% eran isleños del Pacífico, el 0.35% eran de otras razas y el 0.64% pertenecían a dos o más razas. Del total de la población el 1.22% eran hispanos o latinos de cualquier raza.